# Mollerussa
Mollerussa est une commune espagnole de Catalogne, capitale de la comarque du Pla d'Urgell et la province de Lérida.

## Géographie
Située au nord-est de la Catalogne, à 23 km à l'est de Lérida, elle est le chef-lieu de la comarque de Pla d'Urgell

## Personnalités
- Bojan Krkić, footballeur hispano-serbe, international espagnol et catalan.